# Witwisit Hiranyawongkul
Witwisit Hiranyawongkul (en tailandés: วิชญ์วิสิฐ หิรัญวงษ์กุล", nacido el 20 de julio de 1989, Chiang Mai) es un actor y cantante tailandés.

## Biografía
Witwisit Hiranyawongkul, popularmente es apodado como Pitch o Pchy, nació y se crio en Chiang Mai, Tailandia.
Asistió a escuelas católicas como al Colegio Montfort desde temprana edad y pasó los 12 años allí. Como cantante demostró su talento, con afinación era la voz principal de una banda en su curso de secundaria en el colegio y la música siempre ha sido su gran parte de su vida. Pitch disfruta de los ritmos del hip hop, R & B, gospel y soul. Toca además el piano y compone música en su tiempo libre.
Además de su música, Witwisit es también un fan de la serie de manga japonesa Nodame Cantabile y Lomografía. Se lo vio ante cámaras en la película de The Love of Siam.

## Premios y nominaciones
| Año  | Organización                              | Premio                                         | Resultados | Filmes           |
| ---- | ----------------------------------------- | ---------------------------------------------- | ---------- | ---------------- |
| 2008 | Thailand National Film Association Awards | Best Performance by an Actor in a Leading Role | Nominated  | The Love of Siam |
| 2008 | Chalermthai Awards                        | Lead Actor in a Thai Film                      | Won        | The Love of Siam |
| 2008 | Bangkok Critics Assembly Award            | Best Actor                                     | Nominated  | The Love of Siam |

## Discografía
- Bite of Love OST
- The Love of Siam OST
- August,thanx
- Chao Wan Mai (Better Morning) Dove Campaign
- Sunshine (Single 09\2008)
- August,RADIODROME ( 3 de diciembre de 2008)
- August, SUMMER (2011)
- 4 Romance OST
- 2Moons The Series OST

## Filmografía
- The Love of Siam (2007)
- Dopamine (Short movie)(2008)
- 4 Romances (2008)
- TV Series on Channel 3 Thailand Sai Sueb Delivery (Feb - Mar 2009)
- Friends Forever (2011)
- Home (2012)
- Club Friday The Series (season 5) (2014)

## Commerciales
- Mama (Instant noodle brand) commercial with August Band (2008)
- 1-2-Free (mobile carrier) commercial (2008)